# El Cid
Rodrigo Díaz de Bivar, o de Vivar (Vivar del Cid, 1043 circa – Valencia, 10 luglio 1099), è stato un condottiero e cavaliere medievale spagnolo, meglio conosciuto come El Cid Campeador o Mio Cid (dall'arabo volgare سيدﻱ sīdī, "mio signore"; Campeador invece è la forma spagnola del cognome latino Campi Doctor che significa "campione", vincitore nel combattimento giudiziario o duello). Nobile castigliano, guerriero e figura leggendaria della Reconquista spagnola, fu signore di Valencia dal 1094 fino all'anno della sua morte.

## Etimologia: Cid e Campeador
Rodrigo Díaz fu riconosciuto con il titolo onorifico di "Campeador" durante la sua vita, come risulta da un documento che firmò nel 1098 "Ego Rudericus Campidoctor" o "Io Rodrigo Campeador". Il titolo "Campeador" deriva dal latino "Campidoctor", che letteralmente significa "Dottore del campo" ma può essere tradotto come "Maestro del campo di battaglia". Fonti arabe della fine dell'XI secolo e dell'inizio del XII secolo lo chiamano الكنبيطور (alkanbīṭūr), القنبيطور (alqanbīṭūr) e anche Rudriq/Ludriq al-Kanbiyatur/al-Qanbiyatur che sono forme arabizzate di Rodrigo Campidoctor.
L'epiteto "El Cid" (pronuncia spagnola: [el̟ˈθið]), significava "il Signore", probabilmente dall'originale arabo السَّيِّد (al-Sayyid), titolo dato ad altri comandanti cristiani.
Esso è una denominazione spagnola moderna composta dall'articolo el che significa "il" e Cid, che deriva dalla parola in prestito dell'antico castigliano Çid presa in prestito dalla parola araba dialettale سيد sîdi o sayyid, "Signore" o "Maestro". I Mozarabi o gli arabi che prestavano servizio nei suoi ranghi potrebbero essersi rivolti a lui in questo modo che i cristiani potrebbero aver traslitterato e adottato. È stato ipotizzato che Rodrigo Díaz abbia ricevuto il titolo onorifico e il trattamento rispettoso dei contemporanei a Saragozza a causa delle sue vittorie al servizio del re dei Taifa di Saragozza tra il 1081 e il 1086 o dopo la sua conquista di Valencia nel 1094. Questo titolo appare per la prima volta, come "Meo Çidi", nel Poema de Almería, composto tra il 1147 e il 1149. Gli storici, tuttavia, non hanno ancora trovato documenti contemporanei che si riferiscano a Rodrigo come Cid. Fonti arabe usano invece Rudriq, Ludriq al-Kanbiyatur o al-Qanbiyatur (Rodrigo el Campeador). Il cognomen Campeador deriva dal latino campi doctor, che significa "maestro di battaglia". Probabilmente lo ottenne durante le campagne del re Sancho II di Castiglia contro i suoi fratelli, i re Alfonso VI di León e García I di Galizia. Sebbene i suoi contemporanei non abbiano lasciato fonti storiche che lo avrebbero indirizzato come Cid, hanno lasciato molti documenti cristiani e arabi, alcuni hanno persino firmato documenti con il suo autografo, rivolgendosi a lui come Campeador, che dimostrano che usava lui stesso il cognomen cristiano. L'intera combinazione Cid Campeador è documentata per la prima volta circa 1195 nel Linage Navarro-Aragonese de Rodric Díaz incluso nel Liber Regum sotto la formula mio Cid el Campeador.
La combinazione di "Cid Campeador" è documentata dal XII secolo in Linaje de Rodrigo Díaz (it. "La stirpe di Rodrigo Díaz") in Navarro-Aragonese, parte del Liber regum, nella forma "mio Cit el Campiador" e in El Cantar de mio Cid.

## Biografia

### Origine

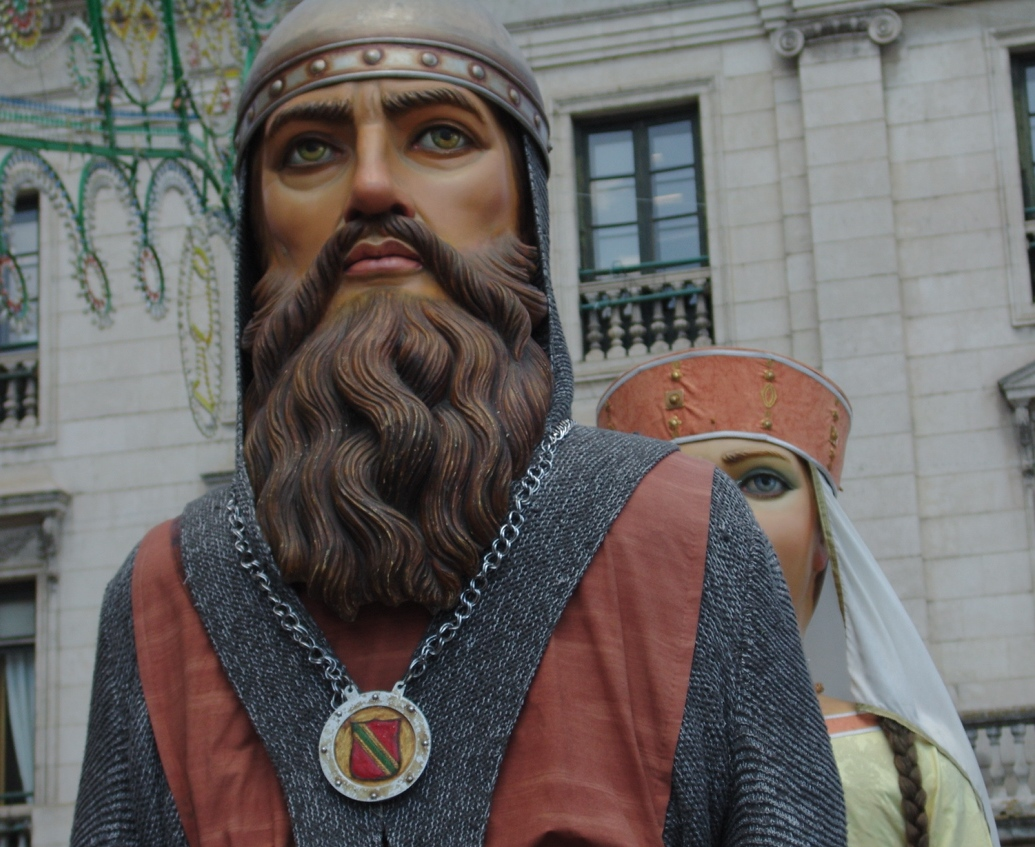
Rappresentazione del Cid alle fiestas di Burgos.

Rodrigo Díaz nacque attorno al 1043; suo padre Diego Laínez (?-1058) era il diretto discendente di Laín Núñez, stimato alla corte del re di Castiglia, Ferdinando I, e, da quanto risulta dagli annali navarro-aragonesi della famiglia di Laín Calvo, apparentemente un membro dei Giudici di Castiglia, mentre sua madre, Teresa Rodríguez, era la figlia di Rodrigo Álvarez, primo conte di Asturia e suo governatore.
Rodrigo, rimasto orfano di padre nel 1058, crebbe nella corte del re Ferdinando I di León insieme al principe Sancho, futuro re come Sancho II di Castiglia. Rodrigo venne investito cavaliere intorno al 1060, nella chiesa di Santiago de los Caballeros, a Zamora da Doña Urraca, futura signora di Zamora.

### Al servizio di re Sancho
Nel 1063 si recò con Sancho a Saragozza e partecipò, contro lo zio di quest'ultimo, Ramiro I, re d'Aragona, alla difesa della taifa di Saragozza dell'emiro al-Muqtadir, alleato di Ferdinando I. In seguito partecipò alla battaglia per la conquista del paese di Graus, in cui Ramiro, l'8 maggio, morì. In quell'occasione, secondo la leggenda, ottenne il titolo di Campeador, quando per risolvere una disputa sull'attribuzione di alcuni castelli di frontiera Rodrigo vinse il duello con Jimeno Garcés, alfiere di Ramiro I.
Tra gli anni 1063 e 1072 fu il braccio destro di don Sancho e combatté con lui in numerose battaglie. Nel 1066 venne nominato Alfiere Reale (colui che portava lo stendardo del re in tutte le manifestazioni pubbliche) dopo che Sancho era salito al trono della Castiglia nel 1065. Come capo delle truppe reali, il Cid accompagnò il suo re nella guerra che combatté contro il regno di Navarra, detta guerra dei tre Sancho (Sancho II contro il re di Navarra, Sancho IV e il suo alleato il re d'Aragona, il successore di Ramiro I, Sancho I), che terminò nel 1068 con la parziale riconquista dei territori castigliani ceduti da Ferdinando I al fratello Garcia III Sánchez di Navarra.
Fu poi al fianco del re nella guerra che combatté contro il fratello Alfonso VI, re di León e García, re di Galizia. La guerra fratricida era scoppiata a causa della divisione dell'eredità del padre Ferdinando. Dopo che Alfonso venne sconfitto nella battaglia di Llantada, sul fiume Pisuerga (19 luglio 1068), Sancho e Alfonso raggiunsero un accordo per combattere Garcia, lo attaccarono e lo privarono del suo regno obbligandolo ad andare in esilio a Siviglia, presso il suo tributario abbadide Muḥammad al-Muʿtamid, emiro di Siviglia. Ripresa la lotta con Alfonso, nella battaglia di Golpejera, vicino a Carrión de los Condes (1072), lo sconfissero, lo catturarono e lo imprigionarono a Burgos, da dove però fuggì e riparò, in esilio, nel regno moro di Toledo, suo tributario. Sancho II occupò allora il León, riunendo così nuovamente il regno che era stato di suo padre.
I nobili del León non accettarono il fatto compiuto e si strinsero attorno alle sorelle del re, soprattutto a Doña Urraca, che si fortificò nella sua signoria, la città di Zamora. Sancho II dapprima espugnò la signoria di Toro, della sorella Elvira e poi pose l'assedio a Zamora il 4 marzo del 1072. Durante l'assedio pare che un nobile di León, lo zamorano Bellido Dolfos, forse amante di Urraca, fingendosi disertore lo invitò a seguirlo per fargli vedere il punto debole delle mura, lo separò quindi dalla sua guardia e lo assassinò, il 6 ottobre del 1072. Dopo la morte di Sancho II il Cid e i castigliani continuarono l'assedio di Zamora. Alfonso VI era tornato a León e, dato che il fratello non aveva lasciato eredi, si prodigò per garantire che, se riconosciuto re di Castiglia, avrebbe trattato i nobili castigliani alla stregua dei nobili leonesi, ma il sospetto che Urraca e Alfonso fossero complici nell'assassinio di Sancho serpeggiava in buona parte della nobiltà castigliana.

### Re Alfonso e l'esilio
I maggiorenti castigliani, tra cui il Cid Campeador, dopo avere tolto l'assedio a Zamora pretesero che Alfonso VI giurasse la sua innocenza in pubblico, sul sagrato della chiesa di Santa Gadea (dedicata a Sant'Agata) di Burgos, e riconobbero come re di Castiglia Alfonso VI, che divenne in tal modo il sovrano di León e Castiglia. Con il nuovo re, l'incarico di Alfiere Reale passò a García Ordóñez, conte di Nájera. Per alcuni anni il Cid fu tenuto in gran conto alla corte di Alfonso, che nel luglio del 1074 gli concesse la mano di sua cugina, doña Jimena, figlia del conte di Oviedo e delle Asturie Diego Fernández e della contessa Cristina Fernández.
Nel 1079 il Cid venne incaricato dal re di riscuotere le parias (tributi) dal re di Siviglia al-Muʿtamid b. ʿAbbād, che allora era in guerra con il re del Regno di Granada alleato di García Ordóñez. Rodrigo si schierò con al-Muʿtamid, alleato del re Alfonso e riuscì, nella battaglia di Cabra, a battere il re di Granada e a catturare García Ordóñez. Venne poi coinvolto in un fatto di armi contro il re di Toledo, alleato del regno del León; tornato a corte, fu messo in cattiva luce agli occhi del re Alfonso da García Ordóñez e da Pedro Ansúrez, potenti nobili della corte di León, che convinsero il re a punirlo con l'esilio (1081).

### Un cristiano al servizio di un musulmano

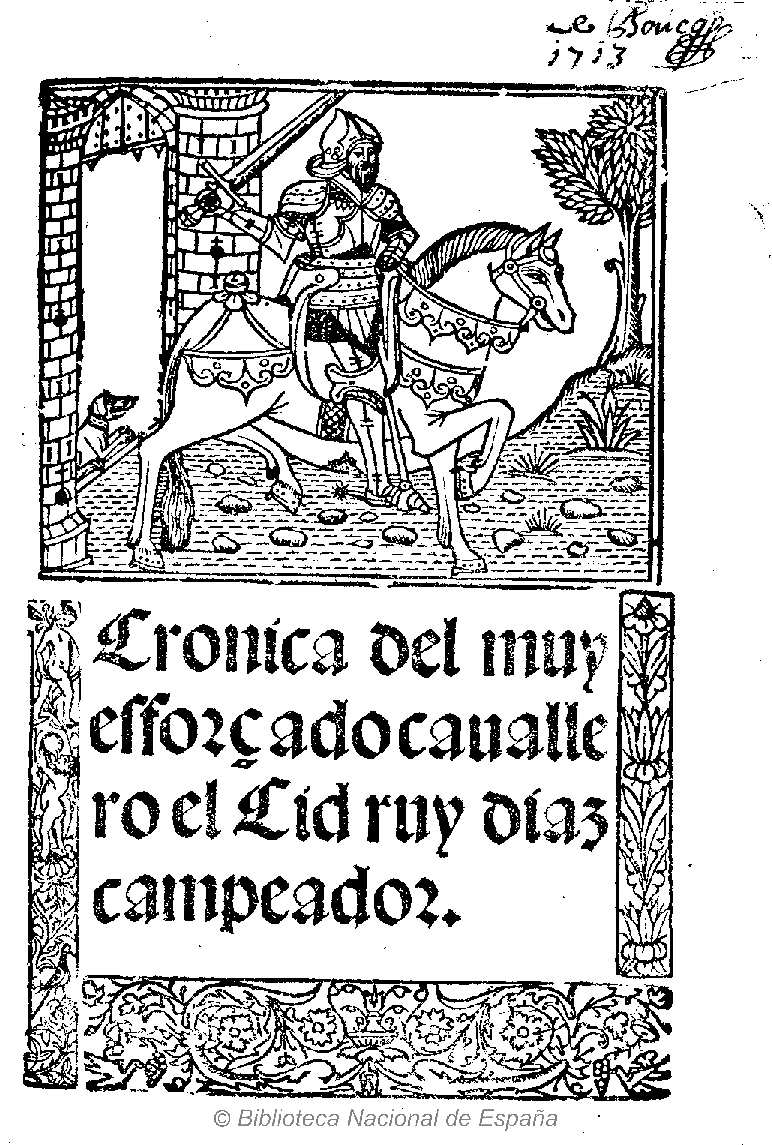
El Cid ritratto in una copertina di un libro del XVI secolo.

Accompagnato dai suoi fedeli (secondo la leggenda tra coloro che lo seguirono vi era anche il suo luogotenente Álvar Fáñez, ma la realtà storica parrebbe diversa in quanto Fáñez, durante l'esilio del Cid, fu tra i capitani dell'esercito leonese-castigliano), il Cid Campeador offrì i suoi servigi ai conti di Barcellona, nella persona di Ramón Berenguer II. Di fronte al loro rifiuto si rivolse al signore musulmano di Saragozza al-Muqtadir, che era tributario del regno di Castiglia ed entrò alla sua corte. All'epoca dei Reinos de Taifas i contatti tra cristiani e musulmani erano piuttosto frequenti, e le questioni di fede erano spesso messe in secondo piano rispetto ai problemi della politica.
Alla morte di al-Muqtadir il Cid rimase alla corte di suo figlio, al-Muʾtamin, che aveva ereditato la parte occidentale del regno, comprendente Saragozza, Tudela, Huesca e Calatayud. Nella battaglia di Almenar sconfisse Ramón Berenguer II (1082) e vicino a Morella, nel 1084, sconfisse anche il re d'Aragona Sancho Ramírez e al-Mundir, fratello di al-Muʾtamin che dal padre aveva ereditato la parte orientale del regno di Saragozza ed era quindi sovrano di Lérida, Tortosa e Dénia.
L'invasione degli Almoravidi e la conseguente sconfitta di Alfonso nella Battaglia di al-Zallaqa (1086) e forse anche la morte di al-Muʾtamin (1085) fecero sì che il re si riavvicinasse al suo vassallo, il quale fu incaricato di difendere la zona levantina. Tra il 1087 e il 1089 il Cid rese tributari i regni musulmani di Taifa di Albarracín e di Alpuente e impedì che la città di Valencia, governata dal re Yaḥyā al-Qādir, alleato dei castigliani, cadesse nelle mani di al-Mundir e del conte di Barcellona Berenguer Ramón II. Nel 1089 offrì uno spunto ai suoi nemici a corte per essere arrivato in ritardo con le sue truppe nella difesa del castello Aledo, in Murcia, e nel 1090 si scontrò di nuovo con Alfonso che lo condannò all'esilio per la seconda volta, senza concedergli un regolare processo, dopo avergli confiscato tutti i beni e imprigionato moglie e figlie. Il Cid le liberò, partì e tornò al servizio del re di Saragozza, al-Mustaʿīn II, succeduto ad al-Muʾtamin.
Sconfisse nuovamente il re di Lérida, facendo prigioniero il suo alleato, il conte di Barcellona, Berenguer Ramón II durante la battaglia di Tévar, vicino a Murcia (1090), rimettendolo subito in libertà. Da questo episodio nacque un'amicizia sincera che portò, nel 1103, al matrimonio tra il nipote del conte, Raimondo Berengario, e la figlia di Rodrigo, Maria. Il conte inoltre concesse al Cid il protettorato di tutte le province musulmane a sudovest della Catalogna, praticamente i regni di Saragozza e Lerida, che continuarono ad esistere solo formalmente.
Nel frattempo Yaḥyā al-Qādir, re di Valencia, per volere di Alfonso VI, dopo la partenza dei soldati castigliani, si era alleato al re di Saragozza, per cui il Cid si recò immediatamente a Valencia, con truppe miste, cristiane e musulmane, divenendo il protettore di Yaḥyā al-Qādir. Nel 1092 Rodrigo partecipò ad una spedizione castigliana contro gli Almoravidi di Andalusia, con la speranza di ottenere il perdono del re Alfonso; ma quest'ultimo non si lasciò commuovere. Il Cid allora si vendicò attaccando e saccheggiando il distretto castigliano della Rioja e, quando arrivò a Nájera, sfidò a duello il suo nemico, García Ordóñez, che non raccolse la provocazione.

### Signore di Valencia

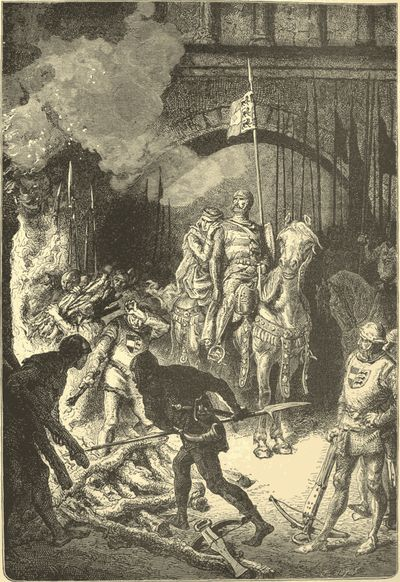
Un'incisione di Alphonse-Marie-Adolphe de Neuville: il Cid ordina l'esecuzione di Ahmed, emiro filo-almoravide di Valencia, dopo la conquista della città nel 1094.

Nel luglio 1093, dopo la morte del suo protetto (al-Qādir era stato ucciso durante una sollevazione a favore degli Almoravidi), assediò Valencia. Approfittando del conflitto interno tra i sostenitori e i contrari agli Almoravidi, riuscì ad occuparla e, nel 1094, a liberarla dai filo-almoravidi; la città divenne così un baluardo cristiano contro gli attacchi del sovrano degli Almoravidi, Yūsuf ibn Tāshfīn, che se avesse conquistato Valencia avrebbe potuto attaccare la contea di Barcellona ed il regno di Aragona. In quello stesso periodo el Cid affrontò gli Almoravidi che subirono, nella battaglia di Cuarte del 1094, la loro prima grande sconfitta nella Penisola iberica.

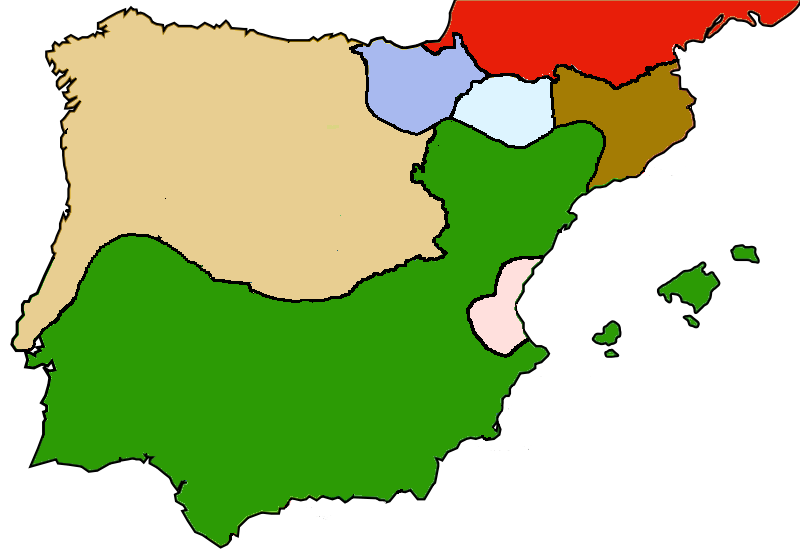
Penisola iberica nel 1100, in rosa la signoria di Valencia alla morte del Cid.

Dopo essere divenuto signore di Valencia, il Cid rinforzò le difese della città, mantenne la difensiva e passò al contrattacco per migliorare le proprie posizioni strategiche. Nel 1096 si alleò con il nuovo re d'Aragona, Pietro I di Aragona, figlio del suo avversario di tante battaglie, Sancho Ramirez; Pietro I, dopo avere occupato Huesca, richiese l'alleanza di Rodrigo, con il proposito di fermare insieme l'avanzata almoravide; cosa che avvenne nella battaglia di Bairén, del 1097. Nel 1098 Rodrigo occupò Murviedro (l'antica Sagunto) e Almenara, rendendo suoi tributari i piccoli regni musulmani dei distretti vicini.
Egli rafforzò inoltre le alleanze militari con dei matrimoni. La figlia Elvira all'età di dieci anni nel 1090, fu promessa in sposa al futuro conte di Barcellona, che allora aveva otto anni. L'altra sua figlia, Sol, nel 1087, sposò il giovane Ramiro di Navarra. Da questa unione sarebbe nato il futuro re di Navarra, Garcia Ramirez IV. L'unico figlio maschio del Cid, Diego Rodríguez, nel 1097 lasciò Valencia per unirsi alle truppe castigliane, che combattevano gli Almoravidi nelle vicinanze di Toledo e morì nella battaglia di Consuegra, dove il re Alfonso venne sconfitto.

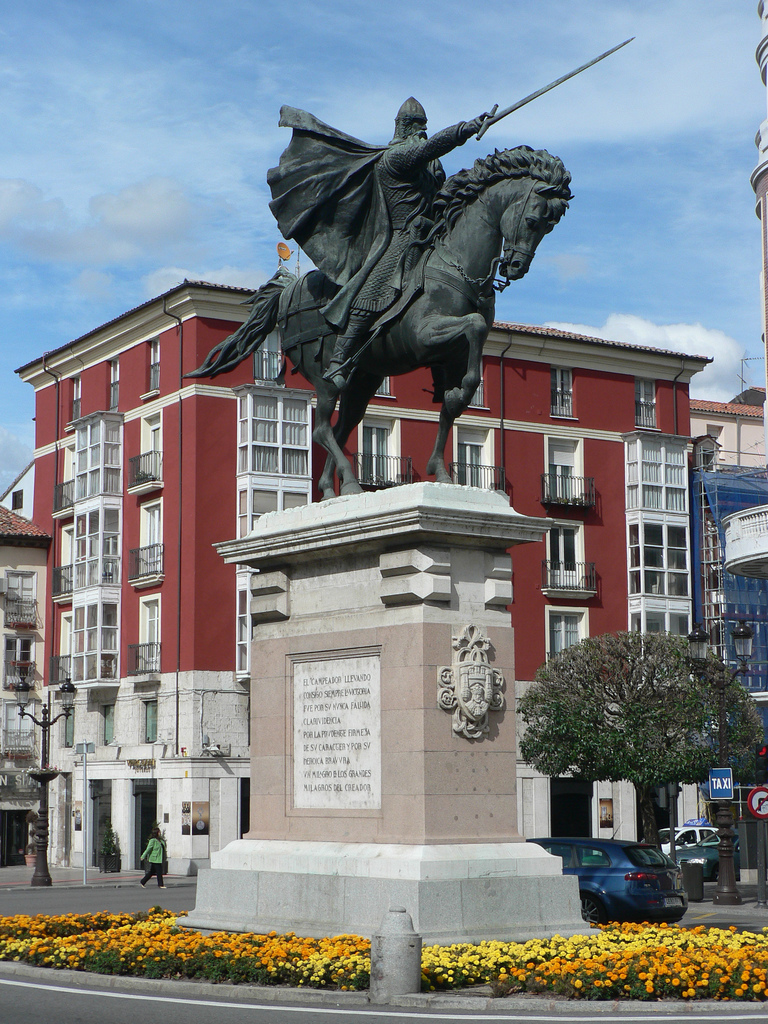
Statua equestre del Cid a Burgos.

Il Cid morì nel 1099, adorato dai suoi soldati ed ammirato da tutta la Spagna, inclusi i suoi nemici che lo temevano ma lo rispettavano. Il Cid poté rientrare in patria solo dopo morto. La moglie Jimena, dopo aver resistito per tre anni ai continui attacchi del figlio dell'emiro Yūsuf ibn Tāshfīn, ʿAlī b. Yūsuf, chiese aiuto al cugino Alfonso VI, il quale, raggiunta Valencia con il proprio esercito, ritenne la città indifendibile, anche perché nel frattempo gli Almoravidi avevano attaccato la Castiglia. Nel 1102 abbandonò la città, dopo averla data alle fiamme. Jimena e i suoi soldati seguirono Alfonso trasportando il corpo di Rodrigo, che venne tumulato a Burgos, nel Monastero di San Pedro de Cardeña.
Durante la Guerra d'indipendenza spagnola (1808-1814) i soldati francesi profanarono la sua tomba, ma in seguito i suoi resti furono recuperati e, nel 1842, traslati nella cappella della Casa Concistoriale di Burgos. Dal 1921 riposano uniti quelli di sua moglie, doña Jimena, nella Cattedrale di Burgos.

## Il guerriero e il generale

### Tattiche di battaglia
Nel corso delle sue campagne, il Cid ordinava spesso che venissero letti libri di autori classici romani e greci di soggetto bellico, ad alta voce, a lui e alle sue truppe, sia per intrattenimento che ispirazione prima della battaglia.
L'esercito del Cid ebbe un innovativo approccio alla pianificazione strategica, tenendo quelle che potrebbero essere definite sedute di brainstorming prima di ogni battaglia per discutere le tattiche. Spesso le strategie adottate erano inattese, quelle che i generali moderni chiamerebbero guerra psicologica (per esempio spaventavano il nemico e aspettavano che fosse terrorizzato per attaccarlo improvvisamente, distraendolo con un piccolo distaccamento di soldati, eccetera).
El Cid, che ascoltava con molta attenzione i suggerimenti e gli spunti delle sue truppe, usò tecniche di distrazione per catturare la città di Castejón come descritto nel Cantar de Mio Cid, testo in cui l'uomo che fungeva da suo più prossimo consigliere, il suo vassallo Álvar Fáñez, viene indicato con l'appellativo di Minaya (che vuol dire Mio fratello, parola spagnola composta formata dal possessivo Mi (Mio) e Anaia, parola basca per fratello), anche se lo storico Álvar Fáñez rimase in Castiglia con Alfonso VI.
Considerate nel loro complesso, queste pratiche rivelano un comandante istruito e intelligente, capace di attirare e ispirare buoni subordinati, e che si sarebbe conquistato una grande lealtà da parte dei suoi seguaci, compresi quelli che non erano cristiani. Furono queste qualità, unite alle leggendarie capacità marziali del Cid, che costituirono le basi della sua reputazione di condottiero invincibile in battaglia.

### Babieca

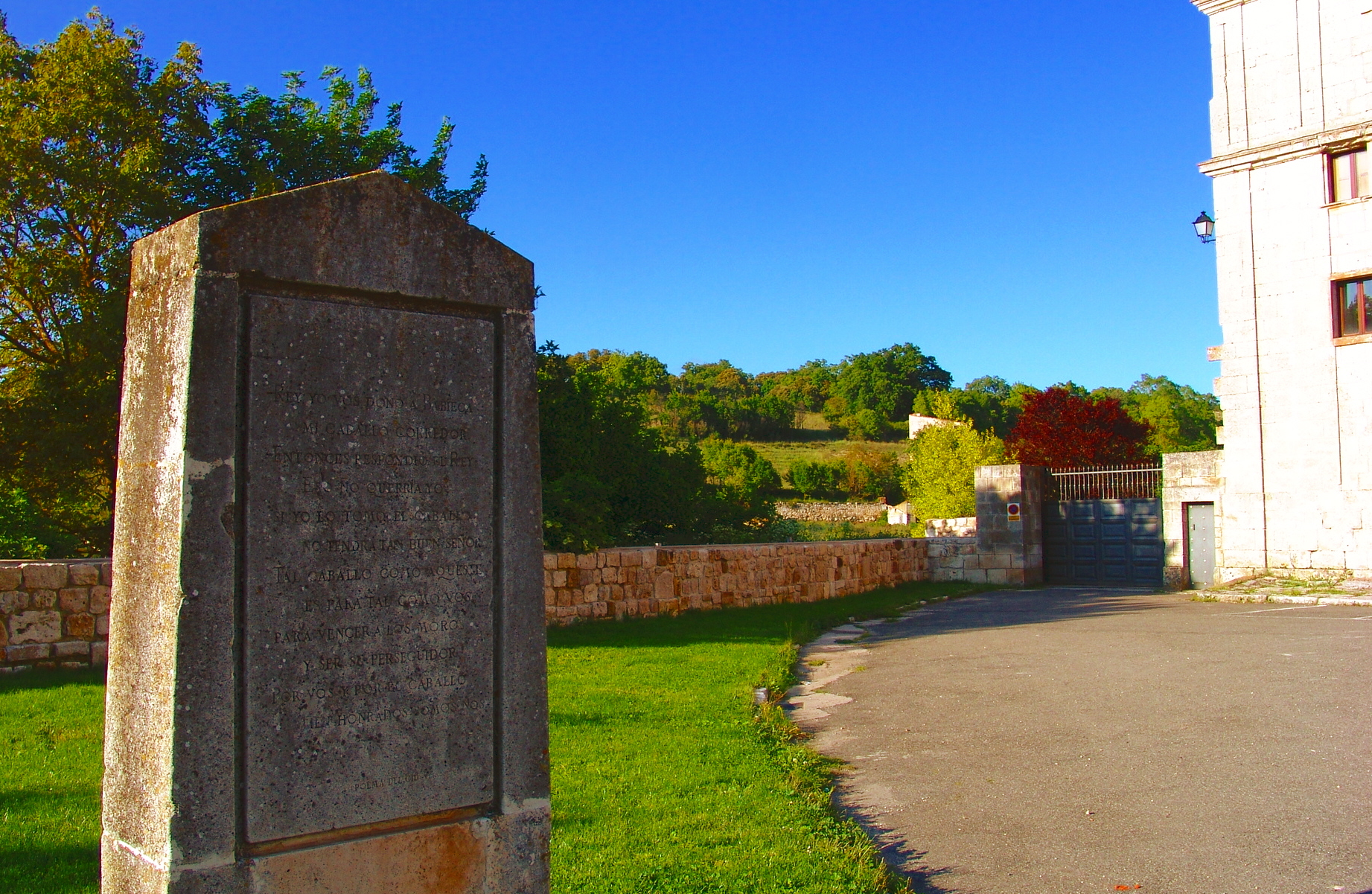
Tomba di Babieca presso il monastero di San Pedro de Cardeña.

Babieca o Bavieca fu il cavallo che il Cid utilizzava in battaglia e ispirò molte storie e leggende. Tra le varie vi è quella del padrino di Rodrigo, Pedro il Grande, monaco presso il monastero certosino, che per la maggiore età del Cid volle regalargli un cavallo di sua scelta all'interno di un branco di andalusi. El Cid ne scelse uno che il suo padrino riteneva debole, non di pregio ed esclamò "Babieca!" (stupido!). Questo divenne il nome del cavallo del Cid.
Un'altra leggenda narra che durante una competizione per divenire il Campeador del re Sancho un cavaliere volle sfidare il Cid. Il re desiderava una sfida equa e diede al Cid il suo cavallo migliore, Babieca, o Bavieca. Questa versione sostiene che Babieca era stato allevato nelle stalle reali di Siviglia ed era un cavallo da guerra altamente addestrato e leale. In questo caso si può ritenere che il cavallo originasse dalla regione di Babia nella provincia di León. Nel poema Carmen Campidoctoris Babieca compare come il dono di "un barbaro" al Cid, così che il nome deriverebbe da Barbieca, o "cavallo del barbaro".
A ogni modo Babieca divenne un grande cavallo da guerra, famoso tra i Cristiani, temuto dai nemici e amato dal Cid, che pare abbia chiesto che Babieca fosse seppellito con lui nel monastero di San Pedro de Cardeña. Il suo nome è menzionato in diversi racconti e documenti storici, tra cui Il lamento del Cid.

### Spade
L'arma tradizionalmente identificata come la spada del Cid, chiamata Tizona, è stata in mostra al Museo dell'Esercito di Toledo per molti anni. Nel 1999 vennero effettuate delle analisi che confermarono che la lama era stata realizzata nella Cordova moresca dell'XI secolo e che conteneva una certa quantità di acciaio Damasco, facendo presupporre che potesse effettivamente essere la spada originale del condottiero. Nel 2007 la Comunità autonoma di Castiglia e León acquistò la spada per 1,6 milioni di Euro, ed essa è attualmente esposta al Museo di Burgos.
El Cid ebbe anche una spada chiamata Colada.

## Discendenza
Il Cid da Jimena ebbe tre figli:
- Diego (circa 1078-1097), che morì, a soli 19 anni, nella battaglia di Consuegra combattendo contro i Mori;
- Cristina (o Elvira) (1080-?), la quale sposò, nel 1100 circa, Ramiro Sánchez di Monzón, signore di Monzón (?-1116), nipote del re di Navarra Garcia III, a cui diede tre figli, tra cui il futuro re di Navarra Garcia Ramirez (1105-1150);
- María (circa 1081-1105), che sposò in prime nozze, nel 1098, l'erede al trono d'Aragona Pietro d'Aragona (?-1104), figlio del re d'Aragona, Pietro I e di Agnese d'Aquitania (?-1097); da questa unione non nacquero figli. Rimasta vedova, nel 1104, in seconde nozze, sposò il conte sovrano di Barcellona, Raimondo Berengario III (1082-1131); a Raimondo Berengario Maria diede una figlia[15]:
  - Jimena (1105-circa 1121), che fu sposata, nel 1117, al conte Bernardo III di Besalù (?-circa 1111). (Secondo Genealogy invece visse più a lungo e sposò, in seconde nozze, nel 1117, il conte Ruggero III di Foix[16], morto verso il 1147).

## Influenza culturale

### IlCantar de Mio Cid

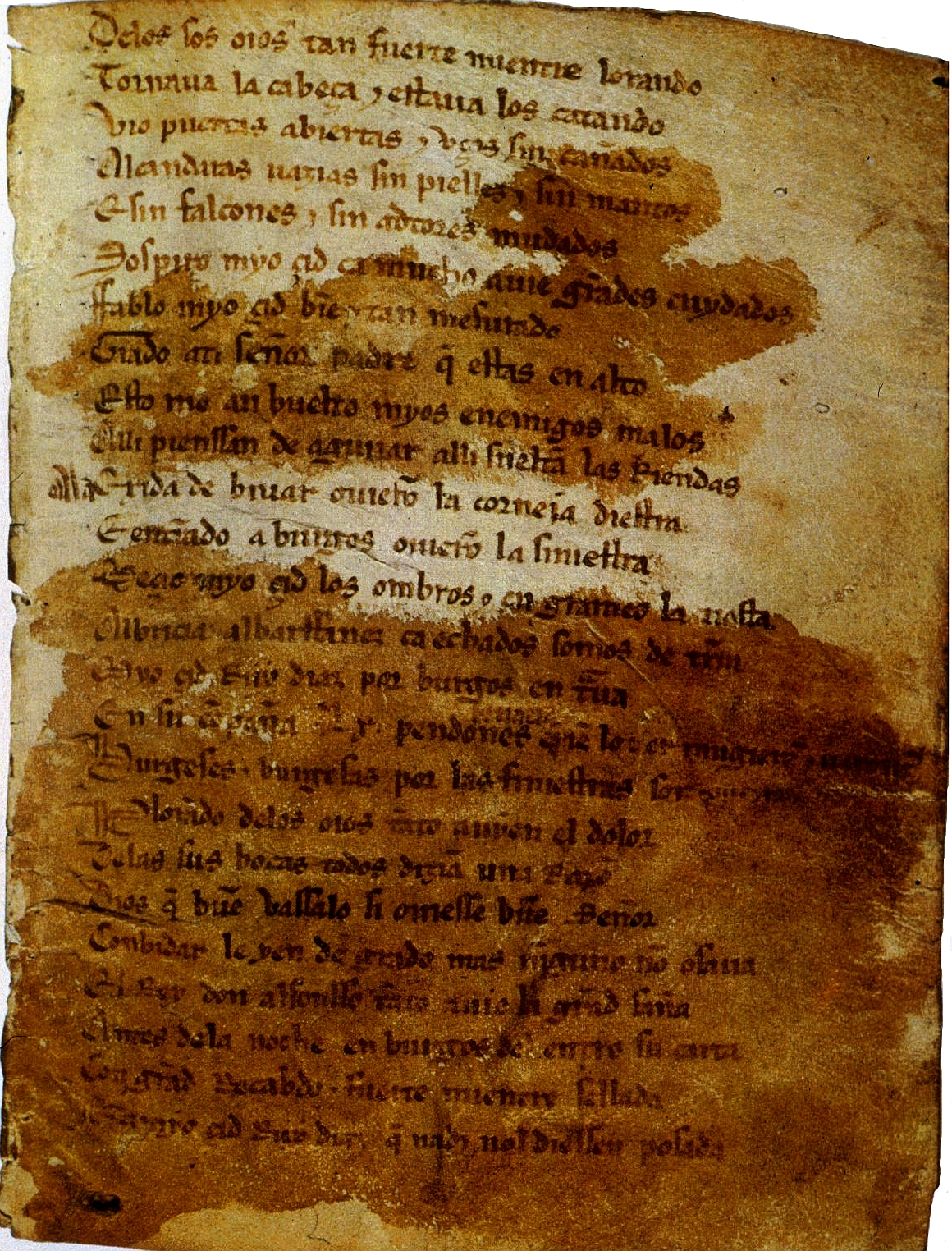
Riproduzione della prima pagina del manoscritto del Cantar de mio Cid conservato nella Biblioteca Nacional de España

Grande capitano e politico sagace, le sue gesta vennero cantate nel poema Cantar de Mio Cid (XII secolo), e la sua figura acquisisce un profilo leggendario nei romanzi, incarnando le qualità ideali dell'anima castigliana.

### Teatro
- El Cid è il protagonista della tragicommedia Le Cid, di Pierre Corneille, andata in scena a Parigi nel 1636.
- El Cid è il protagonista maschile (tenore) dell'opera lirica Chimène, di Antonio Sacchini, andata in scena nel Castello di Fontainebleau, il 16 novembre 1783.

### Film
Sono stati realizzati due film ispirati alle gesta di Rodrigo Díaz:
- El Cid del 1961
- El Cid - La leggenda del 2003

Nel 2019 Amazon Prime Video ha annunciato la nuova serie TV spagnola El Cid con l'attore Jaime Lorente nel ruolo del protagonista. Il 18 dicembre 2020 viene pubblicata la prima stagione con cinque episodi.

### Anime
- Il cartone animato Ruy - Il piccolo Cid, coproduzione nippo-ispanica del 1980, racconta le (immaginarie) avventure adolescenziali del futuro Cid.
- El Cid, cavaliere del Capricorno presente nel manga e nell'anime I Cavalieri dello zodiaco - The Lost Canvas - Il mito di Ade, prende il suo nome proprio dal leggendario Cid Campeador. Inoltre, per rimarcare questa scelta, le origini del cavaliere sono spagnole.

### Videogiochi
- Rodrigo Díaz appare come personaggio giocabile nel videogioco Age of Empires II: The Conquerors in tre versioni: fante, cavaliere e "morto" (non utilizzabile dal giocatore; in questo scenario si segue la leggenda secondo cui sua moglie issò il suo cadavere sul suo cavallo per tenere alto il morale dei suoi soldati nonostante fosse già morto). El Cid è anche il protagonista di una delle campagne.
- Rodrigo Díaz appare come personaggio non giocabile in Medieval II: Total War, come generale ribelle a Valencia.
- Rodrigo Díaz appare come personaggio semi-giocabile nel videogioco Rise of Kingdoms, come uno dei comandanti leggendari con il nome di El Cid.

### Musica
- La canzone Legendario della band power metal Tierra Santa è ispirata alle gesta di Rodrigo Díaz.

### Esplicative
1. ↑  Tra le interpretazioni più recenti Montaner Frutos la situa tra il 1045 e il 1049, Fletcher sostiene il classico 1043 formulato da Menéndez Pidal, indicando un eventuale intervallo fino al 1047, mentre Martínez Diez ha indicato l'anno 1048 come il più probabile, posizione che Peña Pérez considera la più ragionevole.

### Bibliografiche
1. ↑  (ES) Viguera Molins MJ, El Cid en las fuentes árabes, in Alonso CH (a cura di), Actas del Congreso Internacional el Cid, Poema e Historia (12–16 de julio de 1999), Ayuntamiento de Burgos, 2000,  pp. 55-92, ISBN 84-87876-41-2.
2. ↑  (ES) Pidal RM, Autógrafos inéditos del Cid y de Jimena en dos diplomas de 1098 y 1101, in Revista de Filología Española, vol. 5, Madrid, Sucesores de Hernando, 1918.
3. ↑  (ES) Montaner Frutos A e Escobar Á, El Carmen Campidoctoris y la materia cidiana, in Carmen Campidoctoris o Poema latino del Campeador, Madrid, Sociedad Estatal España Nuevo Milenio, 2001,  p. 73 [lam.], ISBN 978-84-95486-20-2.
4. ↑  (ES) Montaner Frutos A, Rodrigo el Campeador como princeps en los siglos XI y XII.
5. ↑  (ES) Martin G, El primer testimonio cristiano sobre la toma de Valencia (1098), in Rodericus Campidoctor, e-Spania, n. 10, dicembre 2010.
6. 1 2 3  (EN)  Nobiltà spagnola
7. ↑  Gli annali navarro-aragonesi erano annali scritti in parte in latino e in parte in una lingua navarro-aragonese inerenti alla storia navarro-aragonese dal primo secolo dopo Cristo all'anno 1186.
8. ↑  Lain Calvo, leggendario giudice di Castiglia, con Nuño Rasura, al tempo di Fruela II delle Asturie, all'inizio del X secolo, da cui:

  - Fernando Lainez, da cui:
    - Lain Fernandez, da cui:
      - Nuño Lainez, da cui:
        - Laín Núñez (?-1063), nonno di Rodrigo.
9. 1 2  (EN)  Dinastie reali di Castiglia
10. ↑  (Hacia, 1050 - Valencia, 1092), re delle taifa di Toledo e Valencia.
11. ↑  (EN) Garcia Alonso JI, Martinez JA e Criado AJ, Origin of El Cid's sword revealed by ICP-MS metal analysis, in Spectroscopy Europe, vol. 11, 1999.
12. ↑   Hill T, Swords of El Cid: "Rodrigo! May God curse him!", Andrews UK Limited, 26 febbraio 2014,  p. 330, ISBN 978-1-78333-651-7.
13. ↑   Handbook of Medieval Culture, De Gruyter, 31 agosto 2015,  p. 1739, ISBN 978-3-11-037761-3.
14. ↑   Hamilton R e Michael I, Cantar de mio Cid, Penguin, 1984,  p. 187, ISBN 978-0-14-044446-9.
15. ↑  (EN)  Dinastie comitali catalane
16. ↑  (EN)  Barcellona - Genealogy
17. ↑   ‘El Cid’ de Jaime Lorente para Amazon Prime Video completa su reparto, su fotogramas.es.

### Fonti
- (ES) Poema del mio Cid, 1140 (circa).
- (ES) Romancero e historia del muy valeroso caballero El Cid Ruy Díaz de Vibar, 1828.
- (ES) Cronica del muy esforçado cavallero el Cid ruy diaz campeador, 1533.

### Studi
- Altamira R, La Spagna (1031-1248), in «Storia del mondo medievale», vol. V, 1999,  pp. 865-896.
- Baile M, El Cid. Ruy de Bivar, Collana Profili, ECIG, 1993, ISBN 88-7545-579-1.
- (EN) Barton S e Fletcher R, The world of El Cid, Chronicles of the Spanish reconquest, Manchester University Press, 2000, ISBN 0-7190-5225-4.
- Fletcher R, El Cid. Storia del nobile cavaliere Rodrigo Diaz, Collezione Storica, Milano, Garzanti Libri, 1990, ISBN 978-88-11-69297-3.
- (EN) Henderson TY, Conquests Of Valencia.
- (ES) Martínez Díez G, El Cid Histórico: Un Estudio Exhaustivo Sobre el Verdadero Rodrigo Díaz de Vivar, Editorial Planeta, 1999, ISBN 84-08-03161-9.
- (EN) Melville C e Ubaydli A (a cura di), Christians and Moors in Spain, vol. III, Arabic sources (711-1501), Warminster, 1992.
- (EN) O'Callaghan JF, A History of Medieval Spain, Cornell University Press, 1975.
- (EN) Pierson P, The History of Spain, Greenwood Press, 1999,  pp. 34-36.
- (EN) Reilly BF, The Kingdom of León-Castilla under King Alfonso VI, 1065-1109, Princeton University Press, 1988.
- (EN) Thomas S, 711-1492: Al-Andalus and the Reconquista.
- (EN) Trow MJ, El Cid The Making of a Legend, Sutton Publishing Limited, 2007.
- (EN) Watts HE, The Story of El Cid (1026–1099), in The Christian Recovery of Spain: The Story of Spain from the Moorish Conquest to the Fall of Granada (711–1492 AD), Putnam, 1894,  pp. 71-91.